# Claviger duvali
Claviger duvali – chrząszcz z rodziny kusakowatych, podrodziny Pselaphinae.

## Występowanie
Występuje we francuskich Pirenejach.